# دانتیسبورن ابوتز
دانتیسبورن ابوتز (به انگلیسی: Duntisbourne Abbots) یک روستا و محله مدنی در بریتانیا است که در Cotswold واقع شده‌است. دانتیسبورن ابوتز ۲۲۵ نفر جمعیت دارد.